# Victory Tour
Tournées par The Jacksons
Triumph Tour
(1981) Unity Tour
(2012-2013)
Le Victory Tour est une tournée du groupe The Jacksons qui a commencé le 6 juillet 1984 et s'est terminé le 9 décembre 1984. Celle-ci a eu lieu en Amérique du Nord, principalement aux États-Unis ainsi qu'au Canada, et a réuni près de deux millions de personnes à travers cinquante-cinq concerts. 
Le Victory Tour a lieu un peu moins de deux ans après la sortie de l'album Thriller de Michael Jackson qui a fait de lui une superstar. Cette tournée réunit tous les frères Jackson, y compris Jermaine qui n'avait plus fait de tournée avec le groupe depuis son départ en 1976. Jackie était cependant le seul membre du groupe à ne pas être présent au départ de la tournée, car il avait une jambe cassée. Après s'être rétabli, il a pu venir rejoindre ses cinq frères. 
Dans son livre autobiographique Moonwalk (1988), Michael Jackson a révélé que le Victory Tour devait à l'origine s'appeler The Last Curtain (« Le Rideau Final »), pour souligner le fait que les Jacksons faisaient leur dernière tournée. Lors du concert final au Dodger Stadium de Los Angeles le 9 décembre 1984, Michael Jackson annonce son départ du groupe pendant la chanson Shake Your Body (Down to the Ground). Marlon quitte également le groupe après ce concert.

## Faits divers
- Malgré son nom, la tournée ne contient aucune chanson de l'album Victory. Les titres la composant viennent des deux premiers albums solo de Michael Jackson chez Epic Records (Off the Wall et Thriller) et des précédents albums du groupe. C'est Michael qui a choisi de ne pas interpréter de titres de l'album Victory. En effet, celui-ci ne voulait pas s'investir davantage dans cette tournée.
- La tournée rapporta environ 75 millions de dollars (le record à l'époque pour une tournée). Par ailleurs, Michael Jackson a reversé ses gains tirés du Victory Tour à diverses œuvres de charité.
- Eddie Van Halen a également fait partie de la tournée pour un concert à Dallas afin d'y jouer le solo du morceau Beat It.
- Pendant le Victory Tour, Michael Jackson a vraiment commencé à s'intéresser à la progression dans l'industrie musicale de Prince, comme en témoigne son entourage et une photographie où l'on peut le voir lire un article sur le film Purple Rain. Prince est d'ailleurs venu le voir le 14 juillet à Dallas, sans doute pas si innocemment. En effet durant le concert, il s'est fait remarquer et reconnaître par la foule autour de lui.
- Il existe plusieurs vidéos de cette tournée sur Internet : une du concert de Kansas City, une du concert de Dallas, une du concert de New York (en assez bonne qualité professionnelle mais il manque la moitié du spectacle), et une autre du concert de Toronto (qui a été filmé en haute qualité professionnelle).

## Programme
1. Wanna Be Startin' Somethin'
2. Things I Do for You
3. Off the Wall
4. Human Nature (avec l'instrumental de Ben juste avant le début de la chanson)
5. This Place Hotel
6. She's Out of My Life
7. Jermaine Jackson Medley :
  - Let's Get Serious
  - You Like Me Don't You? (pendant la première partie de la tournée et à partir des concerts donnés à Toronto, Jermaine a remplacé ce titre par Dynamite)
  - Tell Me I'm Not Dreamin'
8. The Jackson Five Medley :
  - I Want You Back
  - The Love You Save
  - I'll Be There
9. Rock with You
10. Lovely One
11. Working Day and Night
12. Beat It
13. Billie Jean
14. Shake Your Body (Down to the Ground)

## Liste des concerts
| #  | Date               | Ville           | Pays       | Lieu                            | Audience |
| -- | ------------------ | --------------- | ---------- | ------------------------------- | -------- |
| 1  | 6 juillet 1984     | Kansas City     | États-Unis | Arrowhead Stadium               | 45 000   |
| 2  | 7 juillet 1984     | Kansas City     | États-Unis | Arrowhead Stadium               | 45 000   |
| 3  | 8 juillet 1984     | Kansas City     | États-Unis | Arrowhead Stadium               | 45 000   |
| 4  | 13 juillet 1984    | Irving          | États-Unis | Texas Stadium                   | 40 000   |
| 5  | 14 juillet 1984    | Irving          | États-Unis | Texas Stadium                   | 40 000   |
| 6  | 15 juillet 1984    | Irving          | États-Unis | Texas Stadium                   | 40 000   |
| 7  | 21 juillet 1984    | Jacksonville    | États-Unis | Gator Bowl Stadium (en)         | 45 000   |
| 8  | 22 juillet 1984    | Jacksonville    | États-Unis | Gator Bowl Stadium (en)         | 45 000   |
| 9  | 23 juillet 1984    | Jacksonville    | États-Unis | Gator Bowl Stadium (en)         | 45 000   |
| 10 | 29 juillet 1984    | East Rutherford | États-Unis | Giants Stadium                  | 44 000   |
| 11 | 30 juillet 1984    | East Rutherford | États-Unis | Giants Stadium                  | 46 000   |
| 12 | 31 juillet 1984    | East Rutherford | États-Unis | Giants Stadium                  | 46 000   |
| 13 | 4 août 1984        | New York        | États-Unis | Madison Square Garden           | 19 000   |
| 14 | 5 août 1984        | New York        | États-Unis | Madison Square Garden           | 19 000   |
| 15 | 10 août 1984       | Knoxville       | États-Unis | Neyland Stadium                 | 50 000   |
| 16 | 11 août 1984       | Knoxville       | États-Unis | Neyland Stadium                 | 50 000   |
| 17 | 12 août 1984       | Knoxville       | États-Unis | Neyland Stadium                 | 50 000   |
| 18 | 17 août 1984       | Pontiac         | États-Unis | Pontiac Silverdome              | 48 000   |
| 19 | 18 août 1984       | Pontiac         | États-Unis | Pontiac Silverdome              | 48 000   |
| 20 | 19 août 1984       | Pontiac         | États-Unis | Pontiac Silverdome              | 49 000   |
| 21 | 25 août 1984       | Buffalo         | États-Unis | New Era Field                   | 47 000   |
| 22 | 26 août 1984       | Buffalo         | États-Unis | New Era Field                   | 47 000   |
| 23 | 1er septembre 1984 | Philadelphie    | États-Unis | JFK Stadium                     | 60 000   |
| 24 | 2 septembre 1984   | Philadelphie    | États-Unis | JFK Stadium                     | 60 000   |
| 25 | 7 septembre 1984   | Denver          | États-Unis | Mile High Stadium               | 27 000   |
| 26 | 8 septembre 1984   | Denver          | États-Unis | Mile High Stadium               | 27 000   |
| 27 | 17 septembre 1984  | Montréal        | Canada     | Stade olympique de Montréal     | 58 000   |
| 28 | 18 septembre 1984  | Montréal        | Canada     | Stade olympique de Montréal     | 58 000   |
| 29 | 21 septembre 1984  | Washington      | États-Unis | RFK Stadium                     | 45 000   |
| 30 | 22 septembre 1984  | Washington      | États-Unis | RFK Stadium                     | 45 000   |
| 31 | 28 septembre 1984  | Philadelphie    | États-Unis | JFK Stadium                     | 60 000   |
| 32 | 29 septembre 1984  | Philadelphie    | États-Unis | JFK Stadium                     | 60 000   |
| 33 | 5 octobre 1984     | Toronto         | Canada     | Stade de l'Exposition nationale | 55 000   |
| 34 | 6 octobre 1984     | Toronto         | Canada     | Stade de l'Exposition nationale | 55 000   |
| 35 | 7 octobre 1984     | Toronto         | Canada     | Stade de l'Exposition nationale | 55 000   |
| 36 | 12 octobre 1984    | Chicago         | États-Unis | Comiskey Park                   | 40 000   |
| 37 | 13 octobre 1984    | Chicago         | États-Unis | Comiskey Park                   | 40 000   |
| 38 | 14 octobre 1984    | Chicago         | États-Unis | Comiskey Park                   | 40 000   |
| 39 | 19 octobre 1984    | Cleveland       | États-Unis | Cleveland Stadium               | 32 000   |
| 40 | 20 octobre 1984    | Cleveland       | États-Unis | Cleveland Stadium               | 32 000   |
| 41 | 29 octobre 1984    | Atlanta         | États-Unis | Atlanta-Fulton County Stadium   | 31 000   |
| 42 | 30 octobre 1984    | Atlanta         | États-Unis | Atlanta-Fulton County Stadium   | 32 000   |
| 43 | 2 novembre 1984    | Miami           | États-Unis | Orange Bowl                     | 32 000   |
| 44 | 3 novembre 1984    | Miami           | États-Unis | Orange Bowl                     | 34 000   |
| 45 | 9 novembre 1984    | Houston         | États-Unis | Astrodome                       | 40 000   |
| 46 | 10 novembre 1984   | Houston         | États-Unis | Astrodome                       | 40 000   |
| 47 | 16 novembre 1984   | Vancouver       | Canada     | BC Place Stadium                | 42 000   |
| 48 | 17 novembre 1984   | Vancouver       | Canada     | BC Place Stadium                | 42 000   |
| 49 | 18 novembre 1984   | Vancouver       | Canada     | BC Place Stadium                | 40 000   |
| 50 | 30 novembre 1984   | Los Angeles     | États-Unis | Dodger Stadium                  | 60 000   |
| 51 | 1er décembre 1984  | Los Angeles     | États-Unis | Dodger Stadium                  | 60 000   |
| 52 | 2 décembre 1984    | Los Angeles     | États-Unis | Dodger Stadium                  | 60 000   |
| 53 | 7 décembre 1984    | Los Angeles     | États-Unis | Dodger Stadium                  | 60 000   |
| 54 | 8 décembre 1984    | Los Angeles     | États-Unis | Dodger Stadium                  | 60 000   |
| 55 | 9 décembre 1984    | Los Angeles     | États-Unis | Dodger Stadium                  | 60 000   |

## Les concerts prévus mais annulés ou reportés
- 03/09/84 : Philadelphie, États-Unis, JFK Stadium. Annulé (conditions météorologiques extrêmement mauvaises), reporté le 28 septembre 1984.
- 05/10/84 : Philadelphie, États-Unis, JFK Stadium. Annulé et avancé au 1er septembre 1984.
- 06/10/84 : Philadelphie, États-Unis, JFK Stadium. Annulé et avancé au 2 septembre 1984.
- 13/10/84 : Pittsburgh, États-Unis, Three Rivers Stadium. Annulé (Le concert a eu lieu à Chicago).
- 14/10/84 : Pittsburgh, États-Unis, Three Rivers Stadium. Annulé (Le concert a eu lieu à Chicago).
- 23/11/84 : Phoenix, États-Unis, Sun Devil Stadium. Annulé (Jermaine Jackson a eu la grippe).
- 24/11/84 : Phoenix, États-Unis, Sun Devil Stadium. Annulé (Jermaine Jackson a eu la grippe).

## Équipe musicale

### Artistes principaux
- Michael Jackson : chanteur, danseur, percussionniste
- Jermaine Jackson : chanteur, danseur, bassiste
- Tito Jackson : chanteur, danseur, guitariste
- Randy Jackson : chanteur, danseur, synthétiseur
- Marlon Jackson : chanteur, danseur, percussionniste
- Jackie Jackson : chanteur, danseur, percussionniste (absent pendant une grande partie de la tournée)

### Groupe
- Directeur musical : The Jacksons
- Batterie : Jonathan Moffett
- Basse : Don Boylette
- Guitares : David Williams, Gregg Wright
- Synthétiseurs : Rory Kaplan, Pat Leonard et Jai Winding

## Équipe technique
- Coordinateur de la tournée : Larry Larson
- Assistante de coordination : Marla Winston
- Producteur : Peyton Wilson
- Promoteurs : Don King, Chuck Sullivan
- Assistants de production : Gary Bouchard et Debbie Lyons
- Metteur en scène : Mike Hirsh
- Assistant metteur en scène : Pee Wee Jackson
- Consultant de production : Ken Graham
- Coordination des sites : John "Bugzee" Hougdahl, Jose Ward
- Construction de la scène et ingénierie : Plainview, Inc. - John McGraw
- Lumière : Design - Michael Jackson, TASCO
- Projectionniste : M.B. Productions, Inc.
- Design : Applied Entertainment Systems
- Son : Clair Brothers Audio
- Mixage : M.L. Procise & Mike Stahl
- Effets laser : Showlasers, Inc., Dallas, Texas
- Costumes des musiciens : Enid Jackson
- Illusioniste : Franz Harary
- Directeur vidéo : Sandy Fullerton
- Sponsor vestimentaire : Nike
- Relations publiques : Harold Preston
- Consultante des relations publiques : Cynthia Wilson